# SOKO Leipzig/Staffel 11
Die elfte Staffel der deutschen Krimiserie SOKO Leipzig feierte ihre Premiere am 24. September 2010 auf dem Sender ZDF. Das Finale wurde am 11. März 2011 gesendet.
Die Episoden der Staffel wurden auf dem freitäglichen 21:15-Uhr-Sendeplatz erstausgestrahlt.
Mit der 180-minütigen Doppelepisode Gefangen wurde eine Jubiläumsepisode zum zehnjährigen Bestehen der Fernsehserie produziert.

## Darsteller
| Rollenname                                           | Schauspieler             |
| ---------------------------------------------------- | ------------------------ |
| Kriminalhauptkommissar Hans-Joachim Trautzschke      | Andreas Schmidt-Schaller |
| Kriminaloberkommissar Jan Maybach                    | Marco Girnth             |
| Kriminaloberkommissarin Ina Zimmermann               | Melanie Marschke         |
| Kriminalkommissaranwärter Vincent Becker             | Pablo Sprungala          |
| Kriminalhauptkommissar Nikolaus Müller (LKA Sachsen) | Michael Schenk           |
| Polizeikommissar Milo Janssen                        | Florian Thunemann        |
| Kriminaloberrat Dr. Manfred Woernle                  | Michael Brandner         |
| Staatsanwalt Dr. Alexander Binz                      | Michael Rotschopf        |
| Rechtsmedizinerin Prof. Dr. Sabine Rossi             | Anna Stieblich           |
| Rechtsmedizinerin Dr. Stein                          | Judith Sehrbrock         |
| Laborant Lorenz Rettig                               | Daniel Steiner           |

## Episoden
| Nr. (ges.) | Nr. (St.) | Originaltitel               | Erstausstrahlung D | Regie              | Drehbuch                                       | Zuschauer | Prod. code |
| --- | --------- | --------------------------- | ------------------ | ------------------ | ---------------------------------------------- | --------- | ---------- |
| 173 | 1         | Das Schwein                 | 24. Sep. 2010      | Maris Pfeiffer     | Frank Koopmann, Roland Heep                    | 4,45 Mio. | 177        |
| Auf dem Schlachthof in Leipzig werden in den Mägen mehrerer Schweine menschliche Überreste gefunden. Die Spur führt die Ermittler zu einem Biobauernhof, auf dem ukrainische Schwarzarbeiter beschäftigt werden. Die SOKO findet heraus, dass einer von ihnen vor einigen Tagen tödlich verunglückt ist, doch bei der Leiche handelt es sich nicht um den Verunglückten und der Fall nimmt eine mysteriöse Wendung. Gastdarsteller: Valerie Koch als Sylvia Hüsken, Rainer Sellien als Jakob Hüsken, Maria Kwiatkowsky als Conny Libscher, Urs Fabian Winiger als Jens Libscher, Andrej Kaminsky als Andrej Maximow, Radik Golovkov als Oleg Woronin, Yanina Lisovskaya als Elana Symonenko, Konstantin Vinogradov als Sergej |           |                             |                    |                    |                                                |           |            |
| 174 | 2         | Fehler im System            | 1. Okt. 2010       | Maris Pfeiffer     | Frank Koopmann, Jeanet Pfitzer                 | 4,81 Mio. | 179        |
| Der Geschäftsführer einer Software-Entwicklungsfirma, Stefan Tebo, wurde ermordet. Seine Mitarbeiter scheinen geschockt, doch sie verschweigen der SOKO etwas. Deren Arbeit wird durch einen komplexen Computervirus erschwert. Kriminalhauptkommissar Trautzschke will es mit der klassischen alten Schule der Ermittlungsarbeit versuchen, doch die Lösung des Falles scheint im Computervirus zu liegen. Die Ermittler sind ratlos bis eine Verabredung von dem Tod des Opfers sie auf die richtige Spur führt. Gastdarsteller: Fabian Hinrichs als Daniel Jaboweit, Katharina Lorenz als Wibke Jaboweit, Aljoscha Stadelmann als Richard Nadermann, Anna Blomeier als Alexandra Weller |           |                             |                    |                    |                                                |           |            |
| 175 | 3         | Luftnummer                  | 15. Okt. 2010      | Oren Schmuckler    | Nani Mahlo                                     | 4,66 Mio. | 186        |
| Als die 15-jährige Sandy aus dem Fenster ihres Zimmers einer Wohngemeinschaft für betreutes Wohnen gestoßen wird, stehen die SOKO-Kommissare vor einem Rätsel, denn es kann nicht mit Sicherheit gesagt werden, ob es sich um Mord oder Selbstmord handelt. Es scheint Spannungen in der betreuten Wohngruppe gegeben zu haben und auch der Leiter der Gruppe verhält sich merkwürdig. Plötzlich werden die Ermittlungen vom Sächsischen Staatsministerium des Inneren zur Chefsache erklärt und SOKO-Chef Kriminalhauptkommissar Trautzschke muss alleine ermitteln. Jemand scheint etwas vertuschen zu wollen und nur wenige Personen einweihen zu wollen. Die restlichen Mitglieder des Teams ermitteln auf eigene Faust und kommen hinter ein unfassbares Geheimnis. Gastdarsteller: Wanja Mues als Edgar Neupert, Herbert Olschok als Günther Strahl, Barbara Prakopenka als Luisa Weber, Kai-Peter Malina als Bruno, Marc Benjamin Puch als Michael Pfitzner, Peter W. Bachmann als Weber |           |                             |                    |                    |                                                |           |            |
| 176 | 4         | Tod per Post                | 22. Okt. 2010      | Franziska Meletzky | Heike Rübbert                                  | 4,44 Mio. | 181        |
| Ein Giftanschlag wird auf Verena Siebert verübt, als Überträger des Kontaktgiftes wurde eine Geschenksendung benutzt. Am Tatort treffen die Kommissare auf die ehemalige Pathologin Dr. Kathrin Conradi, die nun als Notärztin arbeitet. Zunächst glauben die Ermittler an Produkterpresser, doch als keine weiteren Anschläge verübt werden scheint sich der Verdacht des persönlich motivierten Anschlages zu erhärten. Die Spur führt in die Firma von Bernd Sibert, aber dann taucht unerwartet ein Erpresserbrief auf und der Fall scheint eine völlig neue Wendung zu nehmen. Gastdarsteller: Ina Paule Klink als Ulli Winkler, Catherine Bode als Verena Siebert, Andreas Leupol als Bernd Siebert, Florian Bartholomäi als Kai Siebert, Victoria Gabrysch als Cindy Storm, Felix Goeser als Achim Kolbe |           |                             |                    |                    |                                                |           |            |
| 177 | 5         | Die Hand                    | 29. Okt. 2010      | Maris Pfeiffer     | Jens Köster, Axel Hildebrand                   | 5,32 Mio. | 180        |
| Als in Leipzig eine abgetrennte Hand auf einem Parkplatz gefunden wird, muss die SOKO schnell handeln, denn bei einer Blutuntersuchung der Hand stellt sich heraus, dass die Besitzerin der Hand schwanger gewesen sein muss. Die Ermittler suchen auf Hochtouren nach Anhaltspunkten, doch die Spuren führen alle ins Nichts. Gastdarsteller: Merab Ninidze als Theo Gregoriladse, Jördis Triebel als Carola Wenzel, Andreas Patton als Dieter Randolf, Dorothee Hartinger als Gitte Hansen, Julia Krynke als Olga Sarpei, Izabela Kala als Eva Arshavin |           |                             |                    |                    |                                                |           |            |
| 178 | 6         | Mord am Telefon             | 5. Nov. 2010       | Oren Schmuckler    | Axel Hildebrand                                | 4,7 Mio.  | 187        |
| Ein Mann namens Volker ruft in der Krisenberatungsstelle und droht einen dreifachen Mord an. Kriminaloberkommissar Maybach spricht mit dem Mann, während seine Kollegen den Verrückten zu orten versuchen, doch als sie in seiner Wohnung eintreffen, gibt es bereits eine Leiche: seinen Mitbewohner. Die SOKO-Ermittler suchen auf Hochtouren nach Volker, aber sie kommen ein zweites Mal zu spät. Kriminaloberkommissar Maybach macht sich selber auf die Suche nach dem Anrufer und gerät dabei selber in Gefahr. Gastdarsteller: Sebastian Bezzel als Volker Franke, Jörn Knebel als Achim Schneider, Jannik Büddig als Peter Franke, Petra Bogdahn als Erika Franke, Susanne Berckhemer als Janine Neumann |           |                             |                    |                    |                                                |           |            |
| 179 | 7         | Fragen der Ehre             | 12. Nov. 2010      | Franziska Meletzky | Mike Bäuml                                     | 4,06 Mio. | 182        |
| Ein toter Rocker lenkt die Ermittlungen der SOKO Leipzig in das Motorrad-Chapter der „Thunderbolts“, doch die Gang schweigt und die Nachforschungen der Kommissare laufen ins Leere. Um an Informationen zu kommen, wird Kriminaloberkommissarin Ina Zimmermann mit Hilfe der Abteilung Organisierte Kriminalität in das Motorradchapter eingeschleust, doch sie droht aufzufliegen und gerät in Gefahr. Gastdarsteller: Jenny Elvers-Elbertzhagen als Ilona Weiß, Jörg Schüttauf als Goliath, Andreas Hoppe als Koppe, Axel Häfner als Ernst, David Scheller als Arnie, Max Woelky als Fluppe |           |                             |                    |                    |                                                |           |            |
| 180 | 8         | Swinging Leipzig            | 19. Nov. 2010      | Oren Schmuckler    | Eva Zahn, Volker A. Zahn                       | 4,89 Mio. | 185        |
| Die Steuerberaterin Birgit Breukmann wurde nach einer Swinger-Party ermordet. Da die Party noch läuft, gehen die Kriminaloberkommissare Ina Zimmermann und Jan Maybach verdeckt als Pärchen auf die Party und ermitteln undercover. Der Ehemann des Opfers gerät unter Verdacht, da er und seine Frau kurz vor der Tat einen heftigen Streit hatten, doch auch Kriminaloberrat Dr. Woernle gerät ins Visier der Ermittlungen. Letztendlich soll aber brisantes Videomaterial die Beamten der SOKO auf die Spur des Täters führen. Gastdarsteller: Margarita Broich als Monika Steffens, Roland May als Manfred Steffens, Aljosha Horvat als Kai Steffens, Natascha Paulick als Rebecca Ziegler, André Röhner als Jonas Ziegler, Martin Ontrop als Anatol Breukmann, Ute Kampowsky als Birgit Breukmann |           |                             |                    |                    |                                                |           |            |
| 181 | 9         | Totes Kapital               | 26. Nov. 2010      | Maris Pfeiffer     | Frank Koopmann, Roland Heep                    | 4,77 Mio. | 191        |
| Ein Wachmann wird ermordet. Er scheint einen Räuber auf frischer Tat erwischt zu haben, als dieser Akten klauen wollte. Die SOKO führt die Spur der Akten zu dem mutmaßlichen Steuerhinterzieher Guido Lienhard, doch auch dessen Mitarbeiter Christoph Nowak und Felix Simko scheinen etwas zu verbergen. Die Ermittler sind ratlos, doch dann fällt ein Schuss und ihr Chef, Kriminalhauptkommissar Trautzschke, wird angeschossen und bricht zusammen. Gastdarsteller: Alma Leiberg als Katharina Nowak, Dirk Borchardt als Christoph Nowak, Peter Prager als Rolf Weyers, Heinrich Schmieder als Felix Simko, Benjamin Kramme als Ulrich Stuckrad |           |                             |                    |                    |                                                |           |            |
| 182 | 10        | Girls, Girls, Girls         | 3. Dez. 2010       | Maris Pfeiffer     | Frank Koopmann, Jeanet Pfitzer                 | 4,29 Mio. | –          |
| Kriminalkommissaranwärter Vincent Becker wird während einer Erotik-Chat-Show Zeuge eines Mordes. Der Kommissar informiert den Rettungsdienst und fährt auf eigene Faust zum Sender, doch er kommt zu spät. Das Team der SOKO übernimmt die Ermittlungen und stößt auf einen ominösen Chatpartner, der offensichtlich anonym bleiben möchte, aber er könnte womöglich Aufschluss geben. Für die Ermittler beginnt eine Suche, die sie quer durch das Netz führt. Gastdarsteller: Alwara Höfels als Anja Nerrlich, Lore Richter als Jennifer Quast, Uwe-Dag Berlin als Raoul Sprengel, Martin Kiefer als Rico Fröse, Hagen Oechel als Ladislaus Henschel |           |                             |                    |                    |                                                |           |            |
| 183 | 11        | Der Aufstand                | 10. Dez. 2010      | Maris Pfeiffer     | Frank Koopmann, Roland Heep                    | 4,7 Mio.  | –          |
| In der Leipziger JVA kommt es zu einem Mord in der Wäscherei. Die SOKO ermittelt im Gefängnis, dabei geraten der Insasse Cem Yildiz und der Vollzugsbeamte Thorsten Renitz unter Verdacht, doch da kommt es zu einem Gefängnisaufstand, die Kommissare der Leipziger SOKO geraten zwischen die Fronten und müssen einen weiteren Mord verhindern. Gastdarsteller: Oktay Özdemir als Cem Yildiz, Ole Puppe als Thorsten Renitz, Andrey Kaminsky als Walter Klopek, Michaela Caspar als Ruth Böttcher, Stefan Haschke als Franjo Degenhardt, Anton Lewit als Ivan Spalko, Maryam Zaree als Schwester von Cem Yildiz |           |                             |                    |                    |                                                |           |            |
| 184 | 12        | High Noon                   | 17. Dez. 2010      | Robert del Maestro | Frank Koopmann, Roland Heep                    | 4,4 Mio.  | 193        |
| Während des Showprogramm in der Westernstadt „Saxon City“ stirbt der Schauspieler Arthur Maschwitz an einem Schuss aus einer vertauschten Pistolenkugel. Der Schütze beteuert seine Unschuld, doch es gab Streit mit seinem Opfer. Da die Ermittler Zimmermann und Becker keine Anhaltspunkte mehr finden, werden Kriminalhauptkommissar Trautzschke und Kriminaloberkommissar Maybach undercover in die Westernstadt eingeschleust und nehmen einen Einblick in die skurrile Welt der Cowboys. Gastdarsteller: Guntbert Warns als Wilhelm Kowal, Christoph Gaugler als Thorsten Gaspari, Johannes Flachmeyer als Carsten Assner, Anne Werner als Jasmin Assner |           |                             |                    |                    |                                                |           |            |
| 185 | 13        | Gefangen – Teil 1 (90 min.) | 7. Jan. 2011       | Jörg Mielich       | Wiebke Jaspersen, Marija Erceg                 | 4,57 Mio. | 195/196    |
| Die Studentin Nora Beier wird ermordet aufgefunden. Sie und ihre Freundin Liane haben bei einer Escort-Agentur gearbeitet. Kriminaloberkommissar Jan Maybach vermutet, dass Liane etwas verheimlicht, und trifft sich mit ihr als Kunde in einem Restaurant. Er kann ihr Vertrauen gewinnen und sie erzählt ihm, dass Nora ihre Kunden ausspioniert habe und Geld dafür verlangt habe, weswegen sie umgebracht wurde. Die Escort-Chefin Doris Berger, eine ehemalige Partnerin von Hajo, will keine Kundendaten herausgeben. Daraufhin wird Liane von Mitarbeitern eines Sicherheitsdienstes bedroht und ruft Maybach zur Hilfe, der aus Notwehr den Täter erschießt. Aber ein Komplize schlägt den Ermittler bewusstlos. Als er aufwacht, sind Liane und die Waffe des Täters weg und der Staatsanwalt beginnt gegen den Kriminaloberkommissar zu ermitteln. Später wird Liane gefunden und macht eine erstaunliche Aussage: SOKO-Ermittler Jan Maybach habe ihren Freund aus Eifersucht erschossen. Die Kollegen aus dem SOKO-Team versuchen nun, die Unschuld ihres Kollegen und Freundes zu beweisen. Bemerkung: Diese Episode wurde als Jubiläumsepisode zum zehnjährigen Bestehen der Fernsehserie produziert. Gastdarsteller: Annika Blendl als Liane Hellmann, Ralph Herforth als Lothar Brandt, Barbara Schnitzler als Doris Berger, Matthias Brenner als Daniel Prohaska, Johannes Terne als Dr. Desche, Lisa Brühlmann als Nora Beier |           |                             |                    |                    |                                                |           |            |
| 186 | 14        | Gefangen – Teil 2 (90 min.) | 14. Jan. 2011      | Jörg Mielich       | David Ungureit, Wiebke Jaspersen, Marc Terjung | 5,14 Mio. | 197/198    |
| Von Doris Berger erfahren sie die Ermittler die Identität des letzten Kunden und finden heraus, dass er in der Entwicklungsabteilung eines Autozulieferers gearbeitet hat. Kriminalhauptkommissar Hajo Trautzschke überzeugt die Agenturchefin Doris Berger, eine Aussage zu machen. Sie soll die Auftraggeber der Spionagearbeit nennen. Aber vor Gericht kommt weder sie noch der letzte Kunde. Beide wurden ermordet. Nun muss Jan Maybach wegen Tötung im Affekt für sechs Jahre ins Gefängnis, wo er es als Polizist ziemlich schwer hat. Mehrere Insassen planen seine Ermordung, doch er will sich nicht verlegen lassen. Ein Gefängnisinsasse, zuvor stellvertretender Vorsitzender einer Landesbank, schreibt dem Kriminaloberkommissar, der nach einem Mordversuch auf der Krankenstation liegt, die Kontonummer eines Liechtensteiner Nummernkontos auf den Arm. Seine Kollegen finden über die Kontobewegungen dieses Kontos heraus, dass ein Mitarbeiter der Firma, bei der der tote Erfinder gearbeitet hatte, dem Sicherheitsdienst hohe Summen überwiesen hatte. Bemerkung: Diese Episode wurde als Jubiläumsepisode zum zehnjährigen Bestehen der Fernsehserie produziert. Gastdarsteller: Annika Blendl als Liane Hellmann, Ralph Herforth als Lothar Brandt, Barbara Schnitzler als Doris Berger, Matthias Brenner als Daniel Prohaska, Johannes Terne als Dr. Desche, Lisa Brühlmann als Nora Beier                          |           |                             |                    |                    |                                                |           |            |
| 187 | 15        | Hexenschuss                 | 21. Jan. 2011      | Klaus Knoesel      | Thomas Pletzinger                              | 4,39 Mio. | 199        |
| Die Schriftstellerin Henriette Bach wird durch die Hitze eines Saunaofens, an den sie gekettet wurde, getötet. Es scheint von mehreren Seiten Neid gegeben haben. Die Ermittler haben relativ schnell drei Verdächtige gefunden, den Hausmeister und ehemaligen Volkspolizisten Schmidtke, Bachs Ex-Freund und Kommilitonen Tilman Sommer und die Institutsleiterin Dr. Ursula Herbst. Doch während der Ermittlungen erleidet Kriminalhauptkommissar Trautzschke einen Hexenschuss und der SOKO-Chef muss die Ermittlungen vom Sofa aus führen. Dabei stößt er jedoch auf den entscheidenden Hinweis und seine Kollegen müssen einen weiteren Mordanschlag verhindern, um den Täter endlich zur Strecke zu bringen. Gastdarsteller: Nele Mueller-Stöfen als Dr. Ursula Herbst, Hendrik Arnst als Karl Schmidtke, Golo Euler als Tilmann Sommer, Natalia Belitski als Henriette Bach, Jan Niklas Berg als Thomas Lauterbach |           |                             |                    |                    |                                                |           |            |
| 188 | 16        | Quarantäne                  | 28. Jan. 2011      | Oren Schmuckler    | Roland Heep, Jeanet Pfitzer                    | 4,53 Mio. | 188        |
| Während sie ihren Sohn Paul in den Kindergarten bringen möchte begegnet Kriminaloberkommissarin Zimmermann ein Schimpanse auf der Straße und sie folgt ihm in ein Labor. Sieht es dort zunächst nach einem Einbruch aus, zeigt sich schnell, dass es einen Verletzten gibt, welchen die Ermittlerin versorgen muss, doch dabei wird sie kontaminiert. Die Kriminaloberkommissarin ist mit einem äußerst aggressiven und hoch ansteckenden Virus infiziert, welchen auch der Täter in sich tragen dürfte und für das Team der SOKO beginnt eine Jagd um Leben und Tod. Gastdarsteller: Lena Stolze als Dr. Annette Geiger, Tobias Nath als Frank Kretschmer, Natascha Hockwin als Sarah Meininger, Frank Horst als Marius Geiger, Tim Wilde als Peter Nolte |           |                             |                    |                    |                                                |           |            |
| 189 | 17        | Abgelenkt                   | 4. Feb. 2011       | Seyhan Derin       | Mike Bäuml, Roland Heep, Frank Koopmann        | 4,66 Mio. | –          |
| Als der 15-jährige Niklas Kriewall aus dem Krankenhaus verschwindet, gerät sein Vater unter Verdacht, doch die Familie des Jungen scheint ein allgemein angespanntes Verhältnis zu haben. Bei genauerer Betrachtung finden die Ermittler jedoch auch im Krankenhaus mögliche Indizien, die eine Entführung des Jungen plausibel erscheinen lassen. Die Kommissare sind ratlos, bis ein Videoband sie auf eine neue Spur führt. Gastdarsteller: Antje Westermann als Silke Kriewall, Hansjürgen Hürrig als Justus Kriewall, Michael Wenninger als Karsten Zöllner, Ulrich Anschütz als Werner Batkowiak, Sven Gerhardt als Dr. Karl Probst, Katinka Heise als Oberschwester Marion Zetsche, Alban Mondschein als Niklas Kriewall, Max Schmuckert als Jakob Lebrack, Marie-Luise Schramm als Nachtschwester Bettina Herold |           |                             |                    |                    |                                                |           |            |
| 190 | 18        | Letzter Abend DDR           | 11. Feb. 2011      | Robert del Maestro | Jens Köster                                    | 4,87 Mio. | 194        |
| Bei Bauarbeiten in Leipzig wird die Leiche von Thomas Vander gefunden. Der junge Mann war vor 22 Jahren nach einer Party verschwunden. Die Ermittler begeben sich zurück in die DDR-Zeit und rekonstruieren den Tatabend mit seinen Freunden an dem Originalschauplatz, welchen seine Freunde nach ihrer Flucht in die BRD unberührt ließen. Dabei kommen traurige Geschichten der Vergangenheit an das Tageslicht, welche auch die aktuellen Beziehungen der Freunde des Toten in Frage stellen. Gastdarsteller: Barbara Philipp als Clarissa Neudeck, Gesine Cukrowski als Anne-Lore Angermann, Deborah Kaufmann als Nadine Paschke, Marlon Kittel als Thomas Vander, Bernd-Michael Lade als Ronny Paschke, Joachim Dietmar Mues als Wilhelm Neudeck, René Steinke als Viktor Angermann |           |                             |                    |                    |                                                |           |            |
| 191 | 19        | Wut im Bauch                | 18. Feb. 2011      | Klaus Knoesel      | Eva Zahn, Volker A. Zahn                       | 5,59 Mio. | 200        |
| Im Leipziger Szene-Viertel Connewitz wird ein Luxusrestaurant von vermummten Aktivisten überfallen. Dabei wird ein Gast erstochen. Während der Ermittlungen nach der Bande geraten auch die Inhaber des Lokals unter Verdacht. Doch dann muss Kriminalhauptkommissar Jan Maybach feststellen, dass auch sein Sohn Benni der Gruppe von Aktivisten angehört und er muss herausfinden, was dieser mit dem aktuellen Fall zu tun hat. Gastdarsteller: Markus Boestfleisch als Stefan Grode, Natja Brunckhorst als Christa Lindemann, Simone Hanselmann als Karla Grode, Vincent Krüger als Jonas Lindemann, Christian Meyer als Ricardo Kühn |           |                             |                    |                    |                                                |           |            |
| 192 | 20        | Schlecht beraten            | 25. Feb. 2011      | Klaus Knoesel      | Eva Zahn, Volker A. Zahn                       | 4,51 Mio. | 201        |
| Der Finanzberater Henning Baumann ist ermordet worden, doch vor seinem Tod war er zwei Wochen verschwunden. Die Ermittler fragen sich, ob es sich um eine Entführung mit tödlichem Ende handelt, doch es gab keine Lösegeldforderung. Die Kommissare untersuchen die Geschäfte des Finanzberaters und stoßen auf einige Ungereimtheiten, doch als eine DVD von einem Erpresser auftaucht, nimmt der Fall eine Wendung und die SOKO muss die Ermittlung umorientieren. Gastdarsteller: Nikola Kastner als Cora Baumann, Enno Hesse als David von Papen, Hans Jörg Assmann als Heribert Prinz, Gabriella Gasser als Monika Prinz, Marie Gruber als Dorothea Mering, Heinz W. Krückeber als Bruno Baumann |           |                             |                    |                    |                                                |           |            |
| 193 | 21        | Kriegstage                  | 4. März 2011       | Klaus Knoesel      | Eva Zahn, Volker A. Zahn                       | 4,59 Mio. | 202        |
| Als in einem Leipziger Vorort der 17-jährige Leon Köster bei einem Brand zu Tode kommt, ist schnell sicher, dass es kein Unfall war. Die Mordermittlungen starten und die Kommissar geraten in einen schwelenden Nachbarschaftsstreit, welcher die Ermittlungen zunächst behindert, doch dann bei der Lösung des Falles behilflich sein soll. Gastdarsteller: Anna Thalbach als Nora Dembinski, Tilo Prückner als Ernst Oswald, Pascal Andres als Lasse, Emil Reinke als Robin Köster, Marija Mauer als Annika Mahlmann |           |                             |                    |                    |                                                |           |            |
| 194 | 22        | Niedrige Beweggründe        | 4. März 2011       | Robert Del Maestro | Nani Mahlo                                     | 3,95 Mio. | 204        |
| Als Alexa Demski und ihr Baby vermisst werden durchsuchen die Ermittler der SOKO die Wohnung der Vermissten und finden Blutspuren von der Vermissten. Unter Verdacht gerät sofort der Ex-Freund und Chef von Alexa Demski, Gregor Biber, doch den Kommissaren gelingt es nicht, ihm irgendetwas nachzuweisen, und so müssen sie ihn wieder laufen lassen. Das Team ist sich sicher, dass Biber etwas verschweigt, und kommen einem unfassbaren Geheimnis, welches selbst die langjährigen Ermittler schockieren soll, auf die Schliche. Gastdarsteller: Martin Lindow als Gregor Biber, Anna Katharina von Berg als Ute Hollwang, Susanne Strach als Susanne Sentenza, Dominik Bender als Eberhard Demski, Eva Mannschott als Rosa Demski |           |                             |                    |                    |                                                |           |            |
| 195 | 23        | Geister                     | 11. März 2011      | Robert Del Maestro | Axel Hildebrand                                | 5,41 Mio. | 203        |
| Als in das Haus des Rentnerehepaares Wagner eingebrochen wird, tötet Hannes Wagner den Eindringling in Notwehr. Doch der war in Wirklichkeit Privatdetektiv und auf der Suche nach einem lange gehüteten Geheimnis. Eine BND-Akte könnte den Ermittler Aufschluss geben, doch sie erhalten keinen Zugang zu dieser und Herbert Wagner schweigt. Letztendlich bringt das alte DDR-Auto Kriminaloberkommissar Ina Zimmermann auf eine Idee, die den Fall lösen soll und ein dunkles Geheimnis ans Tageslicht bringt. Gastdarsteller: Klaus Manchen als Hannes Wagner, Thomas Scharff als Paul Färber, Ursula Werner als Miriam Wagner, Olaf Hais als Theo Keppler |           |                             |                    |                    |                                                |           |            |